# Jeanne d'Arc
Jeanne d'Arc (tiếng Pháp: Jeanne d'Arc [ʒan daʁk]; tiếng Pháp trung đại: Jehanne d'Arc [ʒəˈãnə ˈdark]; k. 1412 – 30 tháng 5 năm 1431) là thánh quan thầy của nước Pháp, được tôn vinh vì vai trò trong cuộc vây hãm Orléans và sự kiên quyết của nàng trong việc trao ngôi miện cho Vua Charles VII của Pháp trong Chiến tranh Trăm Năm. Tự nhận là tuân theo chỉ dẫn của thánh thần, nàng đã trở thành một thủ lĩnh quân đội và được công nhận là cứu tinh của nước Pháp.
Jeanne chào đời trong một nông gia hữu sản tại Domrémy, miền đông bắc Pháp. Năm 1428, nàng triều kiến trước thái tử Charles, làm chứng về việc nhìn thấy dị kiến từ Tổng lãnh thiên sứ Micae, Thánh Margaret, và Thánh Catarina, chỉ dẫn nàng cứu lấy Pháp khỏi quân xâm lược Anh nhân danh ngài. Bị thuyết phục trước sự chân thành và thuần khiết của Jeanne, Charles cử thiếu nữ mới 17 tuổi theo đoàn quân giải phóng Orléans. Nàng đặt chân tới thành phố vào tháng 4 năm 1429, mang theo hiệu kỳ và truyền cảm hứng cho binh lính nhụt chí cố thủ trong thành. Sau chín ngày, quân Anh bỏ thành và Jeanne thôi thúc quân Pháp rượt đuổi bằng được quân Anh trong Chiến dịch Loire, kết thúc với trận đại thắng tại Patay, mở đường cho Pháp chiếm lại Reims mà không đổ một giọt máu. Tại đây, Charles được suy tôn làm Vua nước Pháp bên cạnh Jeanne. Những chiến thắng này đã khôi phục nhuệ khí của người Pháp, góp phần dẫn tới thắng lợi cuối cùng của họ trong Chiến tranh Trăm Năm vài thập kỷ sau.
Sau lễ đăng cơ của Charles, Jeanne can dự vào hai cuộc vây hãm bất thành, tại Paris vào tháng 9 năm 1429 và tại La Charité vào tháng 11. Hai biến cố này đã khiến lòng tin của triều đình giảm sút đáng kể. Đầu năm 1430, Jeanne tập hợp một đội lính tự nguyện nhằm phá vây Compiègne, khu vực đang bị chiếm cứ bởi đồng minh Bourgogne của Anh. Ngày 23 tháng 5 năm 1430, nàng rơi vào tay quân Bourgogne. Sau lần trốn chạy bất thành, nàng bị giao nộp cho quân Anh vào tháng 11, rồi bị khép tội dị giáo bởi Giám mục Pierre Cauchon với các cáo buộc như: báng bổ vì mặc quần áo đàn ông, hành động theo các dị kiến quỷ quái và từ chối chịu trách nhiệm cho lời khai của mình trước giáo hội. Ngày 30 tháng 5 năm 1431, nàng bị hỏa hình trên cọc khi mới 19 tuổi.
Năm 1456, một phiên tòa dị giáo được tổ chức nhằm xét lại vụ xử Jeanne và lật trắng án, tuyên bố vụ án đã bị bài hoại bởi sự dối trá và lỗi tiến hành. Jeanne từ đó được tôn làm tử đạo và được nhìn nhận như người con gái tuân phục Giáo hội Công giáo La Mã, hay một nhà nữ quyền thuở sớm, tượng trưng cho độc lập tự do. Sau Cách mạng Pháp, nàng trở thành biểu tượng quốc gia của nước này. Năm 1920, Jeanne d'Arc được phong thánh bởi Giáo hội và được tuyên làm quan thầy của Pháp hai năm sau. Hình tượng Jeanne đã xuất hiện dưới nhiều hình thức văn hóa khác nhau như văn học, hội họa, âm nhạc, điêu khắc và kịch nghệ.

## Tên gọi
Tên Jeanne d'Arc có nhiều biển thể khác nhau, không có sự thống nhất. Trước thế kỷ thứ 16, vẫn chưa có chuẩn chính tả cụ thể để viết tên nàng; tên cuối của nàng thường được viết là "Darc" mà không có dấu phẩy lược, song cũng có các biến thể như "Tarc", "Dart" hoặc "Day". Tên thân phụ của nàng được khai là "Tart" tại phiên tòa. Trong lá thư ban phù hiệu áo giáp năm 1429 gửi từ Charles VII, tên nàng được ghi là "Jeanne d'Ay de Domrémy". Bình sinh, Jeanne có lẽ chưa bao giờ nghe thấy cái tên "Jeanne d'Arc". Ghi chép đầu tiên chứa cái tên này có niên đại về năm 1455, tức 24 năm sau khi nàng mất.
Jeanne hồi nhỏ không được học đọc hoặc viết, vì vậy phải nhờ người khác chép thư hộ. Về sau, nàng có lẽ đã học cách ký tên mình trong một số bức thư, thậm chí có lẽ đã lĩnh hội kỹ năng đọc. Jeanne tự xưng trong các bức thư là Jeanne la Pucelle ("Jeanne Trinh nữ") hay ngắn gọn là la Pucelle ("Trinh nữ"), nhấn mạnh rằng nàng vẫn còn trinh, đồng thời ký tên là "Jehanne". Bước vào thế kỷ thứ 16, nàng bắt đầu được gọi bằng danh xưng "Trinh nữ xứ Orleans" [The Maid of Orleans].

## Chào đời và bối cảnh lịch sử

Bản đồ Pháp năm 1429
----
Lãnh thổ nằm trong tay Henry V của Anh
Lãnh thổ nằm trong tay Philip III của Bourgogne
Lãnh thổ nằm trong tay Charles VII của Pháp
Nơi diễn các trận đánh chính

Jeanne d'Arc chào đời khoảng năm 1412 tại Domrémy, một ngôi làng nhỏ trong thung lũng Meuse nay thuộc tỉnh Vosges ở miền đông bắc nước Pháp. Không rõ sinh nhật của Jeanne là ngày nào và tuổi của nàng cũng khá mù mịt. Thân sinh của nàng là Jacques d'Arc và Isabelle Romée. Jeanne có ba anh em trai và một người chị hoặc em gái. Cha nàng, Jacques, là một nông dân sở hữu mảnh đất rộng 50 mẫu Anh (20 ha), ngoài ra nhậm hương chức kiêm trương tuần, thúc thuế dân làng để kiếm thêm lương bổng.
Nàng sinh ra vào thời kỳ Chiến tranh Trăm Năm giữa Anh và Pháp, cuộc chiến mà đã bắt đầu từ năm 1337, bắt nguồn từ tranh cãi về các lãnh thổ của Anh ở Pháp và người nối ngôi chính đáng của Pháp. Hầu như tất cả các chiến sự diễn ra trên đất Pháp, tàn phá nền kinh tế nước này. Vào thời điểm Jeanne chào đời, Pháp bị chia rẽ sâu sắc về mặt chính trị. Vua Charles VI đôi khi nổi cơn tâm thần và không có khả năng cai trị; điều này khiến hoàng huynh của ngài, Louis, Công tước xứ Orléans, và anh em thúc bá của ngài, Jean, Công tước xứ Bourgogne, tranh giành quyền nhiếp chính. Năm 1407, Công tước xứ Bourgogne sai người hạ sát Công tước xứ Orléans, nhen nhóm mồi lửa cho một cuộc nội chiến trong tương lai. Charles xứ Orléans nối gót thân phụ, trở thành công tước khi mới 13 tuổi nhưng bị tống giam bởi Bernard, Bá tước xứ Armagnac; những người ủng hộ ông ta được gọi là "phái Armagnac" còn những người ủng hộ Công tước xứ Bourgogne được gọi là "phái Bourgogne". Nhà vua tương lai của Pháp, Charles VII, được phong tước Dauphin (người kế vị ngai vàng) sau cái chết trước đó của bốn người anh và có quan hệ thân hữu với phái Armagnac.
Henry V của Anh lợi dụng tình hình rối ren ở Pháp để phát động cuộc xâm lược nước này vào năm 1415. Năm 1418, phái Bourgogne chiếm đóng Paris. Năm 1419, Dauphin chiêu dụ một hòa ước với Công tước xứ Bourgogne, song vị này bị ám sát bởi những người Armagnac ủng hộ Charles tại buổi đàm phán. Công tước mới của Bourgogne, Philippe III, chọn liên minh với người Anh. Charles VI quở trách con trai vì giết hại Công tước xứ Bourgogne và tuyên bố vị Dauphin không còn đủ tư cách nối ngôi.

## Cuộc đời kỳ thủy

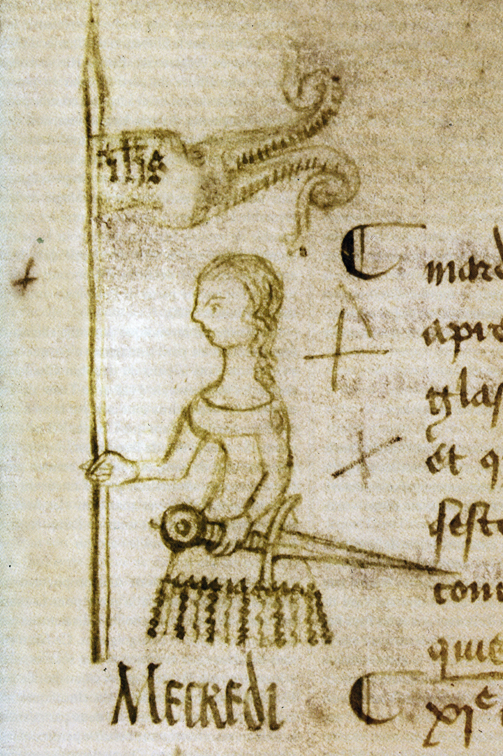
Minh họa sớm nhất về Jeanne d'Arc, vẽ bởi Clément de Fauquembergue (tháng 5 năm 1429, Kho lưu trữ Quốc gia Pháp)

Thuở nhỏ, Jeanne làm việc nhà, kéo sợi, phụ cha cày đồng và chăn gia súc. Thân mẫu Jeanne đảm bảo con gái được học tập tôn giáo tử tế. Phần lớn Domrémy lúc bấy giờ nằm trong Công quốc Bar, lãnh thổ mà vị thế phong kiến không rõ ràng; tuy bao quanh bởi các vùng đất theo phái Bourgogne, nhân dân nơi đây ủng hộ phái Armagnac. Tới năm 1419, chiến tranh đã lan tới khu vực này, và vào năm 1425, Domrémy bị tấn công và gia súc tại đây bị cướp. Dân làng từ đó rất căm phẫn người Anh. Jeanne nhìn thấy dị kiến đầu tiên sau sự kiện này.
Jeanne có làm chứng rằng ,vào năm 13 tuổi, tức khoảng năm 1425, một hình nhân mà nàng cho là Thánh Micae bao quanh bởi thiên sứ đã hiện ra trong vườn nhà. Sau dị kiến ấy, đôi mắt Jeanne đẫm lệ vì nàng mong muốn các vị thiên sứ đưa mình theo. Xuyên suốt cuộc đời, nàng đã nhiều lần thấy Thánh Micae, quan thầy của Domrémy. Nàng khẳng định những dị kiến ấy diễn ra thường xuyên, nhất là vào những lúc chuông nhà thờ reo. Thánh Margaret và Thánh Catarina cũng hay xuất hiện trong những thị kiến ấy; tuy Jeanne không xác minh, hai vị thánh này có lẽ là Margaret thành Antioch và Catarina thành Alexandria nổi tiếng trong khu vực. Cả hai đều là những thánh trinh nữ chiến đấu chống lại kẻ thù mạnh mẽ, sau bị tra tấn và tử vì đạo, bảo tồn trinh tiết cho tới hơi thở cuối cùng. Jeanne làm chứng rằng nàng đã thề nguyện giữ trinh với những giọng nói ấy. Có lần một chàng trai trong làng cáo buộc Jeanne bội hôn ước với anh ta, Jeanne đáp rằng nàng chưa từng hứa hẹn gì với anh ta, và tòa án giáo hội địa phương bác bỏ cáo trạng ấy.
Thuở thiếu thời của Jeanne, cư dân trong làng truyền tai nhau một lời đồn dựa trên dị kiến của Marie Robine của Avignon, rằng một trinh nữ vận giáp sẽ nổi lên đánh đuổi quân xâm lược. Một lời tiên tri khác, được cho là của Merlin, khẳng định một thiếu nữ cầm hiệu kỳ sẽ chấm dứt sự khổ đau của nước Pháp. Jeanne ngụ ý nàng chính là trinh nữ trong lời tiên tri, rêu rao với những dân chúng xung quanh rằng, một ả đàn bà sẽ hủy hoại nước Pháp nhưng một trinh nữ sẽ chấn hưng đất nước. Tháng 5 năm 1428, Jeanne yêu cầu người cậu ngoại đưa tới Vaucouleurs, nơi nàng đòi chỉ huy quân đội địa phương, Robert de Baudricourt, hộ tống tới triều đình Armagnac tại Chinon. Baudricourt từ chối và gửi nàng về nhà. Vào tháng 7, Domrémy bị đột kích và thiêu đốt bởi quân Bourgogne, khiến mùa màng thất bát, buộc gia đình Jeanne và dân làng phải tản cư. Nàng quay lại Vaucouleurs vào tháng 1 năm 1429. Lời thỉnh cầu của nàng một lần nữa bị từ chối, song thu phục được cảm tình của hai người lính dưới trướng Baudricourt, Jean de Metz và Bertrand de Poulengy. Nàng được triệu tới Nancy dưới sự bảo lãnh của Charles II, Công tước xứ Lorraine, người mà đã nghe kể về Jeanne khi dừng chân tại Vaucouleurs. Vị công tước ốm yếu nghĩ rằng nàng ta sở hữu năng lực siêu nhiên có thể chữa khỏi bách bệnh. Lúc diện kiến, Jeanne không đưa ra phương thuốc nào mà thay vào đó khiển trách vị công tước vì chung chạ với tình nhân.
Các hoàng đệ của Henry V, John của Lancaster, Đệ nhất Công tước xứ Bedford, và Humphrey, Công tước xứ Gloucester, tiếp nối cuộc xâm lược dang dở của anh trai. Hầu hết miền bắc Pháp, Paris, và một phần tây nam Pháp nằm dưới sự kiểm soát của liên quân Anh – Bourgogne. Quân Bourgogne chiếm đóng Reims, địa điểm làm lễ đăng cơ truyền thống của các đời vua Pháp; Charles chưa được trao ngôi miện và một lễ đăng cơ ở Reims sẽ củng cố tính chính danh của ông trong mắt nhân dân Pháp. Tháng 7 năm 1428, quân Anh bắt đầu bủa vây Orléans và gần như cắt đứt thị trấn này khỏi lãnh thổ do Charles kiểm soát bằng cách trấn giữ các cây cầy bắc qua sông Loire. Địa thế Orléans có ý nghĩa chiến lược vì nó án ngữ con đường rộng thênh thang dẫn vào lãnh thổ của Charles. Theo lời chứng về sau của Jeanne, dị kiến bấy giờ mách bảo nàng mau chóng rời Domrémy để cống hiến tài năng cho Dauphin Charles.
Baudricourt đồng ý gặp mặt Jeanne lần thứ ba vào tháng 2 năm 1429, quanh thời điểm quân Anh bắt được một toán quân giải vây của phái Armagnac tại Trận Herrings trong Cuộc vây hãm Orléans. Hội thoại giữa hai người, cùng với sự ủng hộ của Metz và Poulengy, đã thuyết phục Baudricourt cho phép Jeanne đến Chinon yết kiến vị Dauphin. Sáu binh sĩ được cử đi để hộ tống nàng. Trước khi lên đường, Jeanne vận quần áo đàn ông do những người hộ tống và nhân dân Vaucouleurs chuẩn bị. Trên thực tế, Jeanne tiếp tục mặc trang phục đàn ông suốt phần đời còn lại.

## Cuộc đời và sự nghiệp

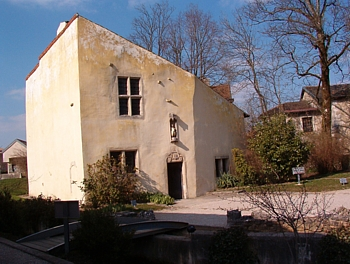
Nơi cô sinh ra, nay là viện bảo tàng. Nhà thờ nơi cô cầu nguyện nằm phía bên phải sau rặng cây.

Jeanne là con ông Jacques d'Arc và bà Isabelle Romée tại Domrémy, một làng khi đó thuộc lãnh địa quận công xứ Bar (về sau nhập vào tỉnh Lorraine và đổi thành Domrémy-la-Pucelle). Cha mẹ cô sở hữu 50 mẫu đất (0.2 km²), và để thêm thu nhập cha cô còn làm viên chức thu thuế trong làng, cũng như chỉ huy đội dân quân. Họ sống tại một vùng đất hẻo lánh thuộc vùng đông bắc còn trung thành với triều đình Pháp, dù nằm lọt thỏm trong lãnh địa của phe Burgundy. Khi cô còn nhỏ, thỉnh thoảng làng của cô bị đột kích và đốt phá.
Jeanne cho biết cô 19 tuổi khi phiên tòa xử tội cô diễn ra, như vậy cô sinh năm 1412; cô sau này cho biết cô nhận được thiên khải đầu tiên vào khoảng năm 1424 lúc 12 tuổi, khi đó cô đang ở ngoài đồng một mình thì nghe thấy tiếng nói (của thiên sứ). Cô thuật lại là đã òa lên khóc khi họ biến mất vì họ quá sức đẹp đẽ. Cô cho biết Tổng thiên sứ Michael, Thánh nữ Catherine xứ Alexandria, và Thánh nữ Đồng trinh Margaret truyền cho cô đánh đuổi người Anh và đưa Dauphin đến Reims để lên ngôi vua.
Khi 16 tuổi, cô nhờ một người họ hàng, Durand Lassois, đưa cô đến Vaucouleurs để thỉnh cầu chỉ huy đơn vị quân đóng tại đó là Bá tước Robert de Baudricourt cho phép tiếp kiến triều đình Pháp tại Chinon. Bá tước Baudricourt chế giễu cô, nhưng không làm cô nhụt chí. Tới tháng 1, cô lại trở lại, và lần này được hai nhân vật quan trọng ủng hộ Jean de Metz và Bertrand de Poulengy. Nhờ được họ bảo trợ, cô được gặp Bá tước lần thứ hai, và tiên đoán hết sức chính xác về việc quân Pháp thất trận Herrings gần Orléans.

### Thành công

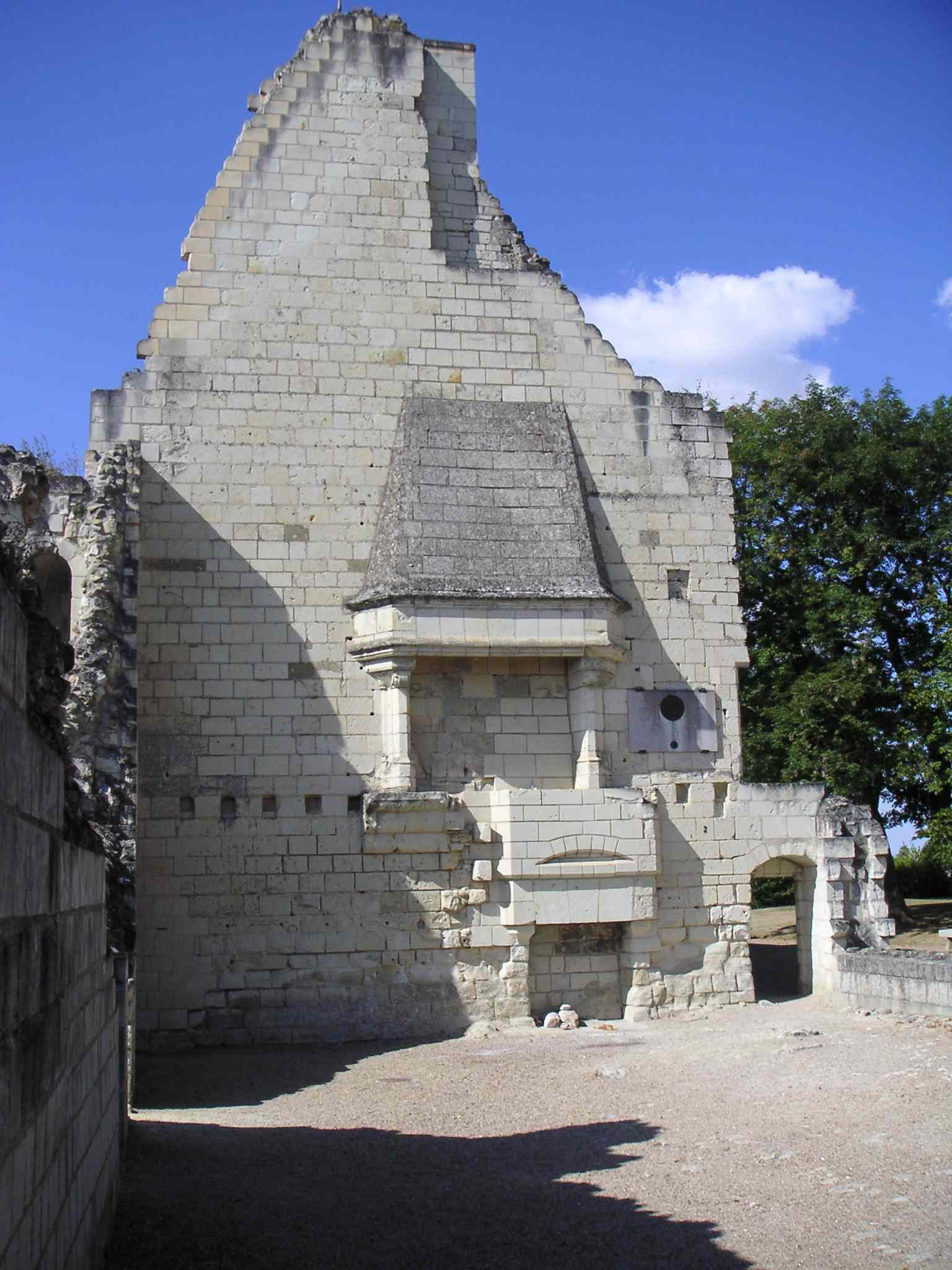
Tàn tích đại sảnh tại Chinon, nơi cô gặp Vua Charles VII. Tòa tháp còn sót lại của lâu đài nay trở thành viện bảo tàng về cô.

Robert de Baudricourt cấp một toán quân bảo vệ cô đến Chinon, sau khi nhận được tin tức từ mặt trận xác nhận lời tiên đoán của cô trước đó. Cô băng qua lãnh địa của phe đối nghịch Burgundy bằng cách cải nam trang. Tới triều đình, cô gây ấn tượng trong buổi hội đàm kín đến mức Charles VII phải hết sức kinh ngạc. Ông sau đó cho người thẩm tra lý lịch và giáo lý cô tại Poitiers. Cùng lúc đó, mẹ vợ Charles là Violant của Aragón bỏ tiền ra chuẩn bị một đạo quân cứu viện Orléans. Jeanne thỉnh cầu được gia nhập đoàn quân và vũ trang như một hiệp sĩ, với áo giáp trắng, ngựa, cờ, thị đồng đều do người ta quyên góp. Sử gia Stephen W. Richey cho biết cô là niềm hy vọng duy nhất của cả một vương triều sắp sụp đổ:
| “ | Sau bao năm thua hết trận này đến trận khác, các lãnh đạo quân sự và dân sự của Pháp đã mất hết tinh thần và uy tín. Lúc mà Dauphin Charles chấp thuận đề nghị khẩn thiết của Joan được phép vũ trang và chỉ huy quân đội, ông hẳn hiểu rằng tất cả mọi phương sách thông thường và hợp lý khác đều đã thất bại. Chỉ có một vương triều ở thế tuyệt vọng cùng cực mới lắng nghe một cô thôn nữ thất học tự xưng mình là sứ giả của Thượng đế truyền cho mình lãnh đạo quân đội để giành chiến thắng. | ” |

Cô đến Orléans ngày 29 tháng 4 năm 1429, nhưng Jean de Dunois (tức Jean d'Orléans), trưởng dòng công tước xứ Orléans, ban đầu không để cô tham gia họp trong hội đồng quân sự, và cũng không thông báo cho cô biết khi quân Pháp giao chiến với địch quân. Tuy nhiên việc này không ngăn cản được cô có mặt tại hầu hết các cuộc họp và các trận giao tranh. Người ta vẫn còn tranh cãi về ảnh hưởng và quyền chỉ huy trên thực tế của cô, với các sử gia truyền thống như Édouard Perroy cho rằng cô chỉ có ý nghĩa tượng trưng, mang lại hiệu quả tinh thần là chính. Tuy nhiên sự phân tích này dựa trên bản chép phiên toà xét xử cô, khi cô tuyên bố ưa cầm cờ hơn là cầm kiếm. Các học giả hiện đại tập trung vào phiên toà phục hồi danh dự của cô, nhấn mạnh là các sĩ quan tùy tùng rất khâm phục cô như một chiến thuật gia cừ khôi và là một nhà chiến lược giỏi. Ví dụ như Stephen W. Richey cho biết: "Cô dẫn quân đội đến một loạt chiến thắng ngoạn mục, xoay chiều cuộc chiến." Dù thế nào đi chăng nữa, các sử gia cũng đồng ý là quân Pháp giành được nhiều thắng lợi vang dội trong thời kỳ sự nghiệp ngắn ngủi của cô.

### Chiến tranh xoay chiều
Cô không lặp lại chiến thuật khi đó của ban chỉ huy Pháp vốn tỏ ra quá thận trọng. Trong vòng 5 tháng bị vây hãm, quân Pháp chỉ đột kích có đúng một lần, và thất bại thảm hại. Tới ngày 4 tháng 5, quân Pháp công kích và đánh chiếm được tòa thành ngoại vi Saint Loup. Thừa thắng, cô cho quân tiến đánh pháo đài thứ hai, gọi là Saint Jean le Blanc. Pháo đài này hóa ra bị bỏ trống, nên quân Pháp giành được thắng lợi mà chẳng bị tổn thất gì. Ngày tiếp theo, trong cuộc họp hội đồng quân sự, cô bác lại kế hoạch của Jean d'Orleans và đòi tiến hành một cuộc đột kích nữa vào địch quân. Jean D'Orleans hạ lệnh khóa cửa thành lại để ngăn không cho cô giao chiến với quân địch, nhưng cô triệu tập dân chúng và binh sĩ lại và đòi thị trưởng phải mở cửa thành. Chỉ có một viên cai đội hỗ trợ, cô dẫn quân tiến ra và đánh chiếm pháo đài Saint Augustins. Trong tối đó, cô được tin mình đã bị loại ra khỏi hội đồng quân sự, và các chỉ huy hội đồng đã quyết định chờ viện quân trước khi tiếp tục giao tranh. Bất chấp quyết định đó, cô vẫn cương quyết đòi tấn công cứ điểm chính của quân Anh là "les Tourelles" ngày 7 tháng 5. Người đương thời ghi nhận sự anh hùng của cô trong trận chiến, dù trúng một mũi tên vào cổ, cô vẫn quay trở lại chiến trường để dẫn quân xông lên trong đợt xung phong cuối cùng và hạ thành.
Chiến thắng bất ngờ tại Orléans làm quân Pháp phấn chấn, rất nhiều người muốn tiến hành chiến dịch phản công quân Anh. Quân Anh dự tính quân Pháp có lẽ sẽ tìm cách đánh chiếm Paris hoặc mở cuộc tấn công vào Normandy. Sau chiến thắng tại Orleans, cô thuyết phục Charles VII giao quyền đồng chỉ huy quân đội cho cô và Công tước John II xứ Alençon và được nhà vua chấp thuận cho phép cô đánh chiếm các cây cầu bắc qua sông Loire để chuẩn bị tiến đánh Reims. Đây là một kế hoạch táo bạo, vì Reims nằm cách xa gấp đôi Paris, sâu trong lãnh thổ đối phương.

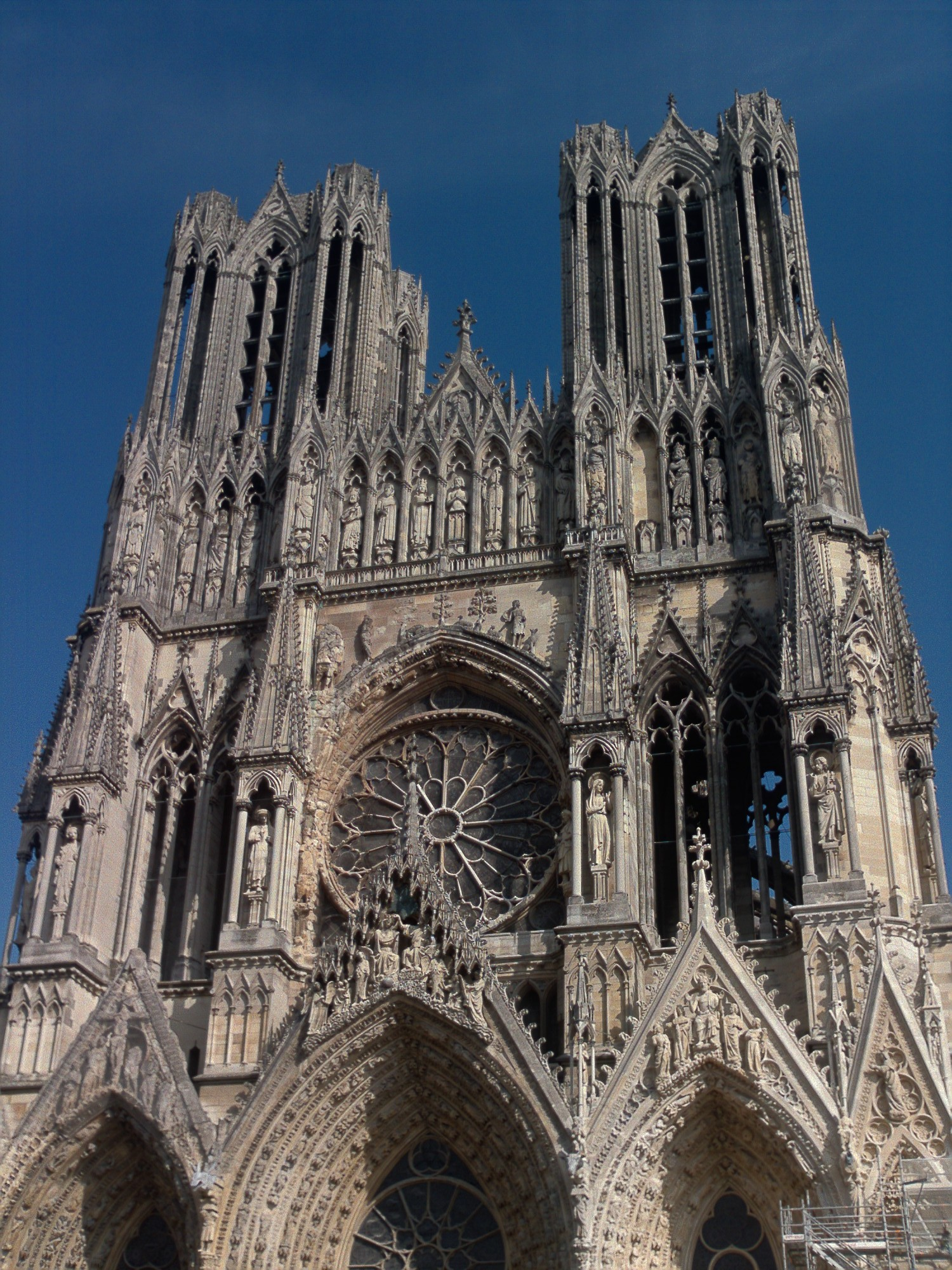
Nhà thờ Notre-Dame de Reims, nơi theo truyền thống là nơi đăng quang của vua Pháp.

Quân Pháp tái chiếm Jargeau ngày 12 tháng 6, đánh thắng trận Meung-sur-Loire ngày 15, rồi trận Beaugency ngày 17. Công tước Alençon chấp thuận tất cả các đề xuất của Jeanne. Các chỉ huy khác, bao gồm cả Jean d'Orléans vốn đã hết sức khâm phục cô kể từ trận Orléans, nay trở thành những người nhiệt thành ủng hộ cô. Alençon ghi công cô cứu mạng tại Jargeau, khi cô cảnh báo ông về một cuộc pháo kích bởi đại bác. Cũng trong trận này, cô trúng một viên đạn thần công bằng đá trúng mũ trụ khi đang leo lên thang đánh thành. Một đạo quân Anh cứu viện bất ngờ xuất hiện ngày 18 tháng 6 dưới quyền chỉ huy của Hầu tước John Fastolf. Trận Patay diễn ra và quân Pháp đại thắng, chiến thắng này có thể coi là bản sao ngược của trận Agincourt. Tiền quân Pháp xung trận trước khi xạ thủ Anh dùng trường cung kịp chuẩn bị trận địa phòng ngự, kết quả là quân Anh bị đánh tơi bời, rút chạy toán loạn. Quân Pháp truy kích và tiêu diệt phần lớn đạo quân này, phần lớn sĩ quan chỉ huy quân Anh bị bắt sống. Hầu tước Fastolf chạy thoát với một dúm quân, để trở thành con dê tế thần cho người Anh trút mối nhục chiến bại. Quân Pháp thắng trận mà chỉ tổn thất không đáng kể.
Quân Pháp xuất phát từ Gien-sur-Loire, hướng về Reims ngày 29 tháng 6, chấp nhận đầu hàng từ thành phố Auxerre do phe Burgundy giữ ngày 3 tháng 7. Tất cả các thị trấn nằm trên đường tiến quân của họ đều hạ vũ khí quay về với vua Pháp. Thành Troyes, nơi ký kết hiệp định tước quyền thừa kế của Charles VII, qui hàng sau khi bị vây hãm có bốn ngày mà không cần giao chiến. Quân Pháp lúc tiến tới Troyes thì thiếu lương thực trầm trọng. Edward Lucie-Smith dùng việc này như một ví dụ rằng Jeanne may hơn khôn: trước đó một vị thầy tu lang thang tên là Tu sỹ Richard thuyết giáo về sự tận thế tại Troyes và thuyết phục dân chúng trồng đậu là một thứ cây lương thực ngắn ngày. Đạo quân đói khát đến nơi khi đậu vừa kịp thu hoạch.
Thành Reims mở cổng thành đầu hàng ngày 6 tháng 7. Sáng hôm sau, buổi lễ lên ngôi vua bắt đầu. Dù cả Jeanne và công tước Alençon thúc giục nhà vua cho tiến đánh Paris gấp, nhưng triều đình lại muốn đàm phán ngưng chiến với công tước Burgundy. Công tước Philip Tốt bụng vi phạm thỏa thuận giữa hai bên, dùng nó để kéo dài thời gian và tăng viện cho Paris. Quân Pháp trong lúc đó hành binh và tiếp tục nhận thêm các thành phố gần Paris đầu hàng. Quận công Bedford tập hợp một đạo quân Anh tiến ra chặn giữ quân Pháp ngày 15 tháng 8. Tới ngày 8 tháng 9, quân Pháp bắt đầu công phá Paris. Dù bị trúng một mũi tên vào chân, nhưng Jeanne tiếp tục chỉ huy binh sĩ cho tới khi giao tranh kết thúc khi trời tối. Ngày hôm sau, cô nhận được lệnh từ triều đình hạ lệnh ngưng chiến và rút quân. Phần lớn sử gia đổ lỗi cho tể tướng Pháp là Georges de la Trémoille đã phạm phải nhiều sai lầm chính trị tai hại kể từ sau lễ đăng quang của nhà vua Pháp.

### Bị cầm tù

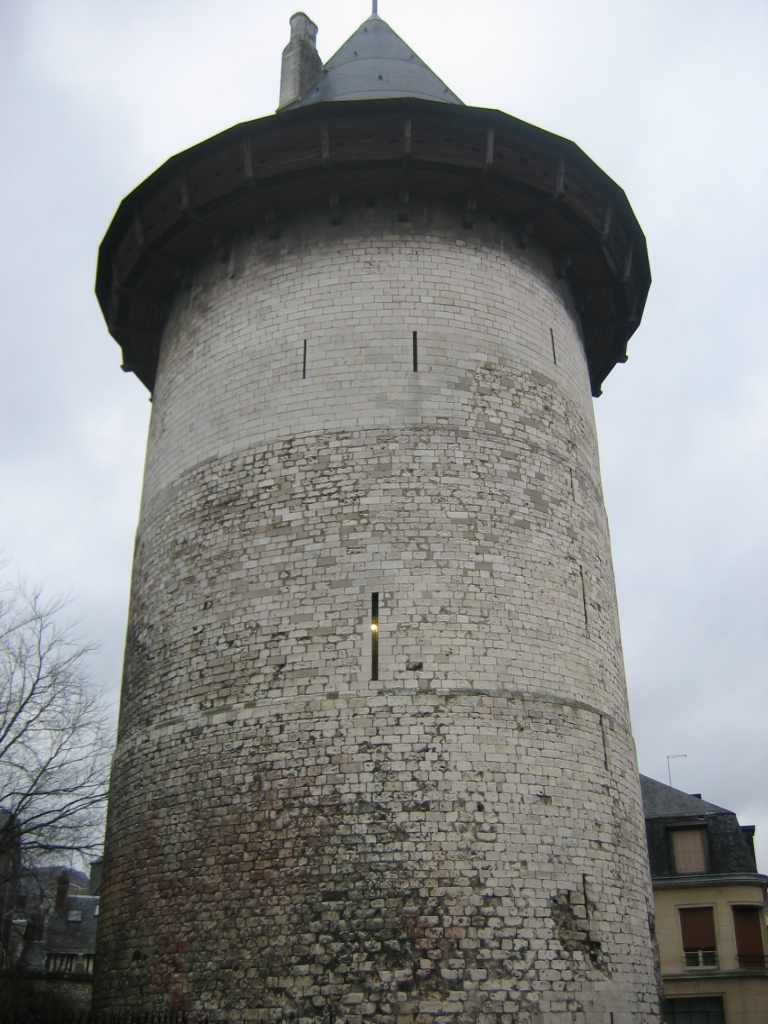
Tòa tháp tại Rouen, nơi cô bị giam cầm trong phiên tòa, được biết đến với tên gọi "tòa tháp Jeanne of Arc". Trong một lần định chạy trốn, cô nhảy xuống từ một tòa tháp khác có cấu trúc tương tự.

Sau một trận giao chiến nhỏ tại La-Charité-sur-Loire trong tháng 11 và 12, Jeanne đến Compiègne trong tháng 4 để bảo vệ thành phố chống lại quân Anh và Burgundy vây hãm. Cô bị bắt sống trong một trận chạm trán ngày 23 tháng 5 năm 1430. Khi hạ lệnh rút lui, cô là người rút cuối cùng để đoạn hậu, quân Burgundy vây bọc toán quân đoạn hậu của cô.
Theo lệ thường thì thân nhân có thể dùng tiền để chuộc lại tù binh. Không may là gia đình cô không có tiền. Nhiều sử gia lên tiếng chỉ trích vua Charles VII không làm gì cả để can thiệp. Cô mấy lần định vượt ngục, có lần nhảy từ tòa tháp cao 70 bộ (21 m) ở Vermandois xuống một cái hào khô, rồi sau đó bị chuyển đến thị trân Arras do quân Burgundy kiểm soát. Chính quyền Anh mua lại cô từ Công tước Philip xứ Burgundy. Giám mục Pierre Cauchon xứ Beauvais, một người thân Anh, đóng vai trò chính trong việc đàm phán mua lại cô và trong phiên tòa xét xử cô sau này.

### Phiên tòa xét xử
Tòa án dị giáo này được thúc đẩy bởi lý do chính trị. Công tước Bedford thay mặt cho cháu trai của mình là Henry VI tranh giành ngai vàng của nước Pháp. Jeanne là người đã trợ giúp cho việc đăng quang của vị vua đối nghịch, do đó việc kết tội cô là một nỗ lực nhằm hạ bệ tính hợp pháp của lễ đăng quang của vua Charles VII. Các thủ tục pháp lý đã được tiền hành từ ngày 9 tháng 1 năm 1431 tại Rouen, thuộc khu vực kiểm soát của chính quyền Anh. Vụ xét xử này có một số điểm bất thường.
Tóm tắt một vài vấn đề chính như sau:
Theo luật của Giáo hội, Giám mục Cauchon thiếu thẩm quyền xét xử trường hợp này. Ngài được bổ nhiệm xét xử nhờ sự chống đỡ thiên vị của chính quyền Anh, và chính quyền Anh đã tài trợ cho cuộc xét xử này. Giáo sĩ công chứng viên Nicolas Bailly được bổ nhiệm đi thu thập lời chứng chống lại Jeanne nhưng đã không thể tìm thấy bất kỳ chứng cứ chống đối nào. Tòa án đã mở cuộc xét xử mà không hề có chứng cứ nào như thế. Tòa án cũng vi phạm luật của Giáo hội khi từ chối quyền được có cố vấn pháp lý của Jeanne. Trong cuộc thẩm tra công khai đầu tiên, Jeanne tố cáo rằng tất cả những người hiện diện lúc đó đều là những người theo phe Anh chống lại cô, và yêu cầu phải có những giáo sĩ của phía Pháp được mời.
Nhiều viên chức tòa án sau này đã làm chứng rằng những phần quan trọng của bản ghi chép đã được sửa đổi nhằm chống lại cô. Nhiều giáo sĩ đã bị cưỡng bức tham gia, trong đó có cả quan tòa Jean Le Maitre, thậm chí một số người còn bị chính quyền Anh đe dọa giết. Theo những hướng dẫn dành cho tòa án dị giáo thì Jeanne phải được nhốt trong một nơi giam giữ thuộc Giáo hội dưới sự trông nom của những người canh gác thuộc nữ giới, nghĩa là các nữ tu. Nhưng không, chính quyền Anh đã giữ cô trong một nhà tù thế tục được canh gác bởi những người lính của họ. Giám mục Cauchon đã từ chối đơn kháng án của Jeanne lên Hội đồng Basel và Giáo hoàng vì điều này có thể ngừng việc xét xử của ông.
Mười hai lời buộc tội tóm tắt bản tuyên án của tòa mâu thuẫn với hồ sơ tòa án đã bị sửa đổi. Bị cáo mù chữ dưới áp lực bị đe dọa tử hình ngay lập tức đã ký vào một văn kiện tuyên bố bội giáo mà cô không hiểu. Tòa án đã thay thế một lời tuyên bố bội giáo khác trong hồ sơ chính thức.

### Bị hành quyết
Tội dị giáo chỉ bị kết án tử hình nếu đương sự liên tục phạm tội. Thoạt đầu Jeanne chấp nhận mặc quần áo phụ nữ, nhưng trong khi bị giam cầm, cô đã bị quấy rối tình dục. Vì thế nên cô mặc lại quần áo đàn ông để tự vệ khỏi bị quấy nhiễu, hoặc là theo lời chứng của Jean Massieu, vì quần áo của cô bị lấy trộm và cô không có đồ gì khác để mặc.
Các nhân chứng kể lại cuộc hành quyết bằng cách thiêu sống trên dàn thiêu ngày 30 tháng 5 năm 1431. Bị trói trên một cây cọc cao tại Vieux-Marche ở Rouen, cô xin hai vị giáo sĩ, linh mục Martin Ladvenu và linh mục Isambart de la Pierre, nâng cây thánh giá trước mặt mình. Một người nông dân cũng làm một cây thập tự nhỏ mà cô dùng để gài trước áo. Sau khi cô chết, người Anh gạt đống tro ra, để lộ thân xác cháy thiêu của cô, để không ai có thể cho là cô đã trốn thoát, rồi lại đốt thi thể cô hai lần nữa để biến nó thành tro bụi, sao cho không ai có thể thu thập được mảnh thân xác nào làm thánh tích. Họ ném tro bụi xác cô xuống sông Seine. Viên đao phủ, Geoffroy Therage, về sau nói là ông ta "...khiếp sợ sẽ bị đày xuống địa ngục."

## Phục hồi danh dự
Philippe-Alexandre Le Brun de Charmettes là sử gia đầu tiên viết một cuốn sách hoàn chỉnh về Jeanne d'Arc năm 1817, trong nỗ lực nhằm khôi phục danh tiếng của gia đình cô. Ông trở nên quan tâm về Jeanne khi nước Pháp vẫn còn phải nỗ lực tìm bản sắc của mình sau cuộc Cách mạng Pháp chiến tranh Napoleon. Đặc trưng quốc gia của Pháp khi ấy là tìm kiếm một anh hùng chân chính, không có tai tiếng. Với tư cách một người ủng hộ nhiệt thành nhà vua và đất nước, Jeanne d'Arc là một hình mẫu có thể chấp nhận được với những người theo đường lối bảo hoàng. Là một người yêu nước và là con gái của một gia đình bình dân, cô được xem như hình tượng ban đầu của những chiến sĩ tình nguyện thuộc tầng lớp dưới đáy của xã hội, (the soldats de l'an II), những người đã anh dũng chiến đấu và chiến thắng cho cuộc cách mạng Pháp năm 1802, và như vậy có thể được xem như hình tượng của một người Cộng hòa. Là một người tử vì đạo, cô rất được lòng giới giáo dân Công giáo mộ đạo. Cô được phong nữ Thánh năm 1920 bởi Đức giáo hoàng Bênêdictô XV. Cuốn Orleanide của De Charmette, ngày nay đã bị quên lãng, là một ví dụ về việc người ta tạo ra một "đặc trưng quốc gia", giống như các nhà văn Virgil (với cuốn Aeneid), hay Camoens (cuốn Lusiad) đã làm cho La Mã và Bồ Đào Nha.

## Đoạn kết cuộc chiến
Cuộc chiến tranh trăm năm còn tiếp tục kéo dài thêm 22 năm kể từ ngày cô mất. Charles VII giữ được địa vị vua chính thống của Pháp, dù phe đối địch với ông làm lễ đăng quang cho Henry VI tháng 12 năm 1431, khi cậu bé tròn 10 tuổi. Trước khi nước Anh kịp tái tổ chức lực lượng chỉ huy và đạo quân cung thủ dùng trường cung, bị tiêu diệt năm 1429, họ mất đi đồng minh Bourgogne sau Hòa ước Arras năm 1435. Quận công Bedford cũng qua đời cùng năm đó, và Henry VI trở thành vị vua thiếu niên trẻ nhất của Anh cai trị không có nhiếp chính, và sự non yếu của ông có lẽ là lý do quan trọng nhất khiến cuộc chiến chấm dứt. Sử gia Kelly DeVries cho rằng chiến thuật tấn công bằng đại bác và tập kích vỗ mặt mà Jeanne d'Arc sử dụng có ảnh hưởng đến chiến thuật mà quân Pháp sử dụng cho tới hết chiến tranh.

## Minh oan và vinh danh
Jeanne d'Arc trở thành một nhân vật gần như huyền thoại trong suốt bốn thế kỷ tiếp theo. Nguồn thông tin chính về cô đến từ các bản kỷ yếu, năm bản chép tay về phiên tòa xét xử cô được tìm thấy trong đống tư liệu cổ vào thế kỷ 19. Không lâu sau đó, các sử gia tìm được toàn bộ bản ghi về phiên tòa minh oan cho cô, trong đó bao gồm lời chứng từ 115 nhân chứng, và nguyên bản tiếng Pháp của bản thảo tiếng Latin của phiên tòa xét xử cô. Nhiều bức thư đương thời cũng được tìm thấy, ba trong số đó mang chữ ký "Jehanne", với nét chữ run run của một người đang tập viết. Nguồn tư liệu phong phú bất ngờ này là lý do để DeVries phải thốt lên, "Không có nhân vật nào từ thời Trung Cổ, đàn ông hay phụ nữ, lại được quan tâm nghiên cứu đến như thế".

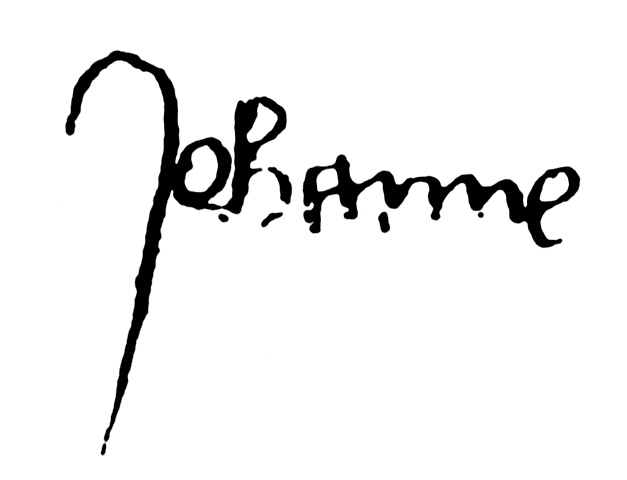
Chữ ký trong lá thư cô đọc cho người chép.

Jeanne d'Arc xuất thân từ một làng quê hẻo lánh, chỉ là một cô thôn nữ thất học mà nổi lên như một nhân vật xuất chúng khi còn chưa quá tuổi thiếu niên. Cuộc chiến tranh giành ngôi giữa vua Anh và vua Pháp dựa trên bộ luật Salic cổ kéo dài đằng đẵng, sự xuất hiện của cô mang lại ý nghĩa cho câu hỏi "Liệu có nên đuổi nhà vua khỏi vương quốc; và liệu chúng ta có trở thành người Anh?" Theo Stephen Richey, "Cô biến một cuộc chiến giành ngai vàng giữa hai triều đại, khiến nhân dân trở nên vô cảm vì mất mát, thành một cuộc chiến tranh ái quốc được nhân dân ủng hộ." Theo Richey:
"Những người quan tâm đến cô trong suốt năm thế kỷ sau đó tìm cách gán cho cô đủ loại phẩm chất: cuồng tín ma quỷ, tâm linh huyền bí, ngây thơ và bị sử dụng một cách bi thảm bởi những kẻ có thế lực, người sáng lập và biểu tượng của chủ nghĩa ái quốc hiện đại, nữ anh hùng được yêu quý, nữ thánh. Cô kiên định, dù bị đe dọa tra tấn và chết trên giàn hỏa, rằng mình được dẫn dắt bởi giọng nói của Thượng đế. Dù có thế nào đi chăng nữa, thành quả mà cô gặt hái được khiến người nghe không khỏi lắc đầu kinh ngạc."
Năm 1452, trong một cuộc điều tra, Nhà thờ tuyên bố một vở kịch tôn giáo để tưởng niệm cô tại Orléans có giá trị như một đặc ân hành hương tới đất thánh. Cô trở thành biểu tượng cho Liên minh Công giáo (Pháp) thời thế kỷ 16. Ngài Félix Dupanloup, Giám mục xứ Orléans từ 1849 tới 1878 là người đi đầu trong nỗ lực phong thánh cho cô, nhưng ông không còn sống để thấy điều đó trở thành hiện thực.

Lá cờ chính phủ lưu vong của Charles de Gaulle thời Chiến tranh thế giới thứ hai. Phong trào kháng chiến Pháp sử dụng cây Thập tự Lorraine như biểu tượng gợi nhớ đến Jeanne of Arc.

Người Công giáo truyền thống tại Pháp và các nơi khác xem cô như biểu hiện của nguồn cảm hứng, và so sánh việc rút phép thông công Tổng Giám mục Marcel Lefebvre năm 1988 (người sáng lập ra Hội thánh Pius X và người bất đồng với các cải cách Vatican II) với việc cô bị rút phép thông công. Ba con tàu của Hải quân Pháp được đặt theo tên cô, gồm cả hàng không mẫu hạm cho máy bay trực thăng Jeanne d'Arc (R 97) nay vẫn còn hoạt động.

## Ảnh hưởng
Đã từng có nhiều câu chuyện và những bộ phim truyền hình kể về cuộc đời của cô. Và cuộc đời đấu tranh và phục vụ cho nước Pháp của cô được thể hiện trong game chiến thuật dàn trận nổi tiếng Age of Empires II - The Age of Kings.

### Việt Nam
Tại Thành phố Hồ Chí Minh, Nhà thờ Ngã Sáu còn được gọi là Nhà thờ Thánh Jeanne d'Arc

### Trích dẫn
1. ↑  Contamine 2007, tr. 199: Cette miniature du XVe siècle, très soignée (l'étendard correspond exactement à la description que Jeanne d'Arc elle-même en donnera lors de son procès) ... Mais c'est précisément cette exactitude, et cette coïncidence, trop belle pour être vraie, qui éveillent—ou plutôt auraient dû éveiller—les soupçons ... [Tiểu họa có niên đại về thế kỷ thứ 15 này, rất tinh xảo (cờ hiệu tương ứng chính xác với lời khai của Jeanne d'Arc tại phiên xử) ... Những chính vì sự chính xác này, và sự trùng hợp đáng kinh ngạc ấy, quá hoàn hảo để là sự thật, điều này gợi lên — hay lẽ ra đã phải gợi lên — sự nghi ngờ ...]
2. ↑  The Calendar 2021.
3. 1 2  Pernoud & Clin 1986, tr. 220–221.
4. ↑  Pernoud & Clin 1986, tr. 81.
5. ↑  Gies 1981, tr. 21.
6. 1 2  Pernoud & Clin 1986, tr. 220.
7. ↑  Lucie-Smith 1976, tr. 268; Pernoud & Clin 1986, tr. 247.
8. ↑  Barker 2009, tr. xviii.
9. ↑  Gies 1981, tr. 10; Pernoud & Clin 1986, tr. 55; Warner 1981, tr. 278.
10. ↑  DLP 2021: Domrémy-La-Pucelle est situé en Lorraine, dans l'ouest du département des Vosges ... dans la vallée de la Meuse. ["Domrémy-La-Pucelle tọa lạc tại Lorraine, phía tây khu hành chính Vosges ... trong thung lũng Meuse."]; Gies 1981, tr. 10.
11. ↑  Gies 1981, tr. 10.
12. ↑  Lucie-Smith 1976, tr. 6.
13. ↑  Harrison 2014, tr. 23; Pernoud & Clin 1986, tr. 55; Warner 1981, tr. 278.
14. ↑  Pernoud & Clin 1986, tr. 265.
15. ↑  DeVries 1999, tr. 36; Lucie-Smith 1976, tr. 8; Taylor 2009, tr. 24.
16. ↑  Gies 1981, tr. 1.
17. ↑  Pernoud & Clin 1986, tr. 221.
18. ↑  Lowell 1896, tr. 19–20; Pernoud & Clin 1986, tr. 221.
19. ↑  Aberth 2000, tr. 50.
20. ↑  Aberth 2000, tr. 61; Perroy 1959, tr. 69.
21. ↑  Aberth 2000, tr. 85–86.
22. ↑  Seward 1982, tr. 143–144.
23. 1 2  Barker 2009, tr. 5.
24. ↑  Seward 1982, tr. 144.
25. ↑  Pernoud & Clin 1986, tr. 168; Vale 1974, tr. 21.
26. ↑  Vale 1974, tr. 22, 25.
27. ↑  DeVries 1999, tr. 19–22; Tuchman 1982, tr. 583–585.
28. ↑  Barker 2009, tr. 29; Sizer 2007.
29. ↑  Barker 2009, tr. 26–27; Burne 1956, tr. 142.
30. ↑  Barker 2009, tr. 29.
31. ↑  Pernoud & Clin 1986, tr. 240–241.
32. ↑  DeVries 1999, tr. 31; Maddox 2012, tr. 442.
33. ↑  Gies 1981, tr. 21.
34. ↑  Lowell 1896, tr. 15.
35. ↑  Castor 2015, tr. 89; Lowell 1896, tr. 15–16; Sackville-West 1936, tr. 24–25.
36. ↑  Pernoud & Clin 1986, tr. 171.
37. ↑  Gies 1981, tr. 20; Lowell 1896, tr. 21–22.
38. ↑  Gies 1981, tr. 20; Pernoud & Clin 1986, tr. 266.
39. ↑  Lowell 1896, tr. 28–29.
40. ↑  Harrison 2014, tr. 34–35; Sackville-West 1936, tr. 53–54; Taylor 2009, tr. 26–27.
41. ↑  Barstow 1986, tr. 22; Pernoud & Clin 1986, tr. 113.
42. ↑  Pernoud & Clin 1986, tr. 113; Sackville-West 1936, tr. 58; Sullivan 1996, tr. 88.
43. ↑  Barstow 1986, tr. 26; Lucie-Smith 1976, tr. 18; Warner 1981, tr. 132.
44. ↑  Barstow 1986, tr. 26; Lucie-Smith 1976, tr. 18.
45. ↑  Pernoud & Clin 1986, tr. 113; Sullivan 1996, tr. 88–89.
46. ↑  Barstow 1986, tr. 26; Dworkin 1987, tr. 115–117; Sullivan 1996, tr. 102–104.
47. ↑  Gies 1981, tr. 24; Dworkin 1987, tr. 107.
48. ↑  Warner 1981, tr. 25–26.
49. ↑  Gies 1981, tr. 33; Pernoud & Clin 1986, tr. 119; Lowell 1896, tr. 24; Warner 1981, tr. 14.
50. ↑  Barstow 1986, tr. 64; Taylor 2009, tr. 34; Warner 1981, tr. 25–26.
51. ↑  Fraioli 2000, tr. 60; Harrison 2014, tr. 7; Taylor 2006, tr. 19; Warner 1981, tr. 26.
52. ↑  DeVries 1999, tr. ; Harrison 2014, tr. 9; Pernoud 1962, tr. 44.
53. ↑  Gies 1981, tr. 31; Harrison 2014, tr. 6; Pernoud 1962, tr. 44.
54. ↑  Adams 2010, tr. 47–49; Fraioli 2000, tr. 58.
55. ↑  Pernoud & Clin 1986, tr. 17.
56. ↑  DeVries 1999, tr. 40–41; Harrison 2014, tr. 56–57.
57. ↑  Lowell 1896, tr. 33–34; Pernoud & Clin 1986, tr. 16–17.
58. ↑  Barker 2009, tr. 103; Richey 2003, tr. 26.
59. ↑  Gies 1981, tr. 34; Pernoud & Clin 1986, tr. 18.
60. ↑  Harrison 2014, tr. 56,68; Lowell 1896, tr. 42–43; Sackville-West 1936, tr. 88–90.
61. ↑  Gies 1981; Pernoud & Clin 1986, tr. 18–19.
62. ↑  DeVries 1999, tr. 27–28.
63. ↑  Barker 2009, tr. 67; Vale 1974, tr. 56.
64. ↑  Barker 2009, tr. 97–98; DeVries 1999, tr. 29.
65. ↑  DeVries 1999, tr. 29; Pernoud & Clin 1986, tr. 10.
66. ↑  Gies 1981, tr. 30; Goldstone 2012, tr. 99–100; Sackville-West 1936, tr. 70.
67. ↑  Lowell 1896, tr. 47; Sackville-West 1936, tr. 96–97.
68. ↑  Castor 2015, tr. 89; Lucie-Smith 1976, tr. 36; Pernoud & Clin 1986, tr. 20.
69. ↑  Gies 1981, tr. 36; Lowell 1896, tr. 48.
70. ↑  Gies 1981, tr. 35; Lucie-Smith 1976, tr. 32–33; Warner 1981, tr. 143–144.
71. ↑  Lowell 1896, tr. 47; Lucie-Smith 1976, tr. 33; Pernoud & Clin 1986, tr. 19–20.
72. ↑  Crane 1996, tr. 298.
73. ↑  Jacques d'Arc (1380–1440) là nông dân xứ Domremy và cũng là người thu thuế và chỉ huy dân quân của làng. Ông cưới bà Isabelle de Vouthon (1387–1468), còn gọi là Romée, năm 1405. Các người con khác của họ gồm có Jacquemin, Jean, Pierre và Catherine. Vua Pháp Charles VII phong tước cho gia đình Jacques và Isabelle ngày 29 tháng 12 năm 1429; Sở Bạ ghi nhận gia đình được phong quý tộc ngày 20 tháng 1 năm 1430. Gia đình được phép thay họ bằng tước quý tộc du Lys.
74. ↑  Condemnation trial, trang 37. Lưu trữ ngày 14 tháng 11 năm 2014 tại Wayback Machine (Truy cập 23 tháng 3 năm 2006)
75. ↑  Pernoud and Clin, trang 221.
76. ↑  Condemnation trial, trang 58–59. Lưu trữ ngày 14 tháng 11 năm 2014 tại Wayback Machine (Truy cập 23 tháng 3 năm 2006)
77. ↑  DeVries, trang 37–40.
78. 1 2  Nullification trial testimony of Jean de Metz. (Truy cập 12 tháng 2 năm 2006)
79. ↑  Oliphant, chương 2. (Truy cập 12 tháng 2 năm 2006)
80. 1 2  Richey, trang 4.
81. ↑  Richey, "Joan of Arc: A Military Appreciation". (Truy cập 12 tháng 2 năm 2006)
82. ↑  Lịch sử và các tác phẩm hư cấu thường gọi ông là bá tước Dunois, là danh vị ông được ban sau khi Joan chết. Khi cô còn sống, người ta gọi ông là Gã con hoang xứ Orléans, được coi như một tên gọi danh dự, vì nó có nghĩa là ông là anh em thúc bá với vua Charles VII, tên "Jean d'Orleans" không chính xác bằng, xem Pernoud and Clin, trang 180–181.
83. ↑  Perroy, trang 283.
84. ↑  Pernoud and Clin, trang 230.
85. ↑  DeVries, pp. 74–83
86. ↑  Những người Công giáo một đạo coi đây là bằng chứng thiên mệnh của cô. Thành công trong việc phá vây cho Orleons khiến cô giành được sự ủng hộ từ nhiều tăng lữ có thế lực như Tổng Giám mục Embrun và nhà thần học Jean Gerson, là những người viết những bản luận thuyết thần học ngay sau khi sự kiện này diễn ra.
87. ↑  DeVries, trang 96–97.
88. ↑  Phiên tòa phục hồi danh dự, Công tước xứ Alençon. (Truy cập 12 tháng 2 năm 2006)
89. ↑  DeVries, trang 114–115.
90. ↑  DeVries, trang 122–126.
91. ↑  Lucie-Smith, trang 156–160.
92. ↑  DeVries, trang 134.
93. ↑  Các cáo buộc kể từ mưu toan vặt vãnh cho đến thóa mạ thậm tệ. Xem Gower, chương 4. (Truy cập 12 tháng 2 năm 2006) hoặc Pernoud and Clin, trang 78–80; DeVries, trang 135; và Oliphant, chương 6.  (Truy cập 12 tháng 2 năm 2006)
94. ↑  DeVries, trang 161–170.
95. ↑  "Britannica Library". Bản gốc lưu trữ ngày 16 tháng 9 năm 2020. Truy cập ngày 4 tháng 10 năm 2015.
96. ↑  Pernoud, trang 220, trích dẫn lời chứng của các thầy tu Martin Ladvenu và Isambart de la Pierre.
97. ↑  Phiên tòa phục hồi danh dự, lời chứng của Jean Massieu. (Truy cập 12 tháng 2 năm 2006)
98. ↑  Tháng 2 năm 2006, một toán giám định pháp y tiến hành cuộc thẩm tra kéo dài sáu tháng để khám nghiệm xương và da di hài tại viện bảo tàng Chinon, theo lời đồn là từ di hài cô. Cuộc khám nghiệm không xác định được kết quả chính xác, nhưng cũng qua đó phòng ngừa giả mạo thông gia giám định các-bon và kiểm tra giới tính. (Truy cập 1 tháng 3 năm 2006) Một báo cáo tạm thời cho biết những di vật này có lẽ không thuộc về cô. (Truy cập 17 tháng 12 năm 2006)
99. ↑  Pernoud, trang 233.
100. ↑  Histoire de Jeanne d`Arc by P.A Le Brun de Charmettes-Tome1 Tome2 Tome3 Tome4
101. ↑  DeVries, trang 179–180.
102. ↑  Pernoud and Clin, trang 247–264.
103. ↑  DeVries trong "Fresh Verdicts on Joan of Arc," biên soạn Bonnie Wheeler, trang 3.
104. 1 2  Richey, (Truy cập 12 12 tháng 2 năm 2006)